# Mikołaj z Bodzęcina
Mikołaj z Bodzęcina (ur. 1540, zm. 1 stycznia 1586 we Wrocławiu) – rektor Uniwersytetu Jagiellońskiego w latach 1571–1573.

## Życiorys
Urodził się w 1540 roku. W 1571 roku objął funkcję rektora Uniwersytetu Jagiellońskiego. Funkcję tę przestał pełnić w 1573 roku.
Zmarł 1 stycznia 1586 we Wrocławiu.